# Ekedalens naturreservat
Ekedalen är ett naturreservat i Tidaholms kommun i Västra Götalands län.
Reservatet är skyddat genom fridlysning sedan 1954 och är 4 hektar stort. Det är beläget nära Ekedalens tätort och består av ett litet lövskogsområde. 
Bokskogen i Ekedalen är planterad under mitten eller senare delen av 1870-talet av friherre Reinhold von Essen och kallas därför ibland för von Essenska bokskogen. Där finns även inslag av andra trädslag som till exempel alm, ask, lönn och avenbok. Bland rariteterna kan nämnas gråpoppel och lagerpoppel. I den södra delen finns en del naverlönn och helbladig ask. Över 241 olika svamparter har noterats i området. Även fåglarna trivs i reservatet och där kan man se lövskogsarter som skogsduva, mindre hackspett, stenknäck, grönsångare och entita. Kring naturreservatet finns många övergivna täkter av kalksten och alunskiffer.
Genom naturreservatet går Ödegårdsstigen, en vandringsled som även för en förbi fornlämningar, Gestrilmonumentet och många spår från Ödegårdens kalkbruk med anor från 1100-talet.